# Cerkiew św. Aleksandra Newskiego w Użusolach
Cerkiew św. Aleksandra Newskiego – prawosławna cerkiew parafialna w Użusolach, w rejonie janowskim.  Wzniesiona w 1866. Należy do dekanatu kowieńskiego eparchii wileńskiej i litewskiej Rosyjskiego Kościoła Prawosławnego.

## Historia
Cerkiew została wzniesiona na potrzeby nowo erygowanej parafii w 1866 na miejscu wzniesionej dwa lata wcześniej tymczasowej drewnianej kaplicy. Kamień węgielny poświęcił biskup pomocniczy eparchii wileńskiej i litewskiej, biskup kowieński Aleksander. Cerkiew była czynna do 1915, kiedy jej proboszcz został powołany do armii carskiej. Nowy kapłan przybył do Użusol dopiero cztery lata później. 
Cerkiew nie ucierpiała w czasie II wojny światowej. W 1941, w dniu święta patrona cerkwi, przed świątynią miała miejsce hitlerowska łapanka, której ofiary zostały następnie rozstrzelane na cmentarzu w Użusolach. W 1949 został przeprowadzony kapitalny remont obiektu. Władze odmawiały jednak zgody na wzniesienie nowego domu parafialnego na miejsce zniszczonego przez hitlerowców. Cerkiew pozostawała siedzibą parafii do 1986, kiedy na skutek systematycznego spadku liczby wiernych w okolicy przestano odprawiać w niej regularne nabożeństwa. Do 2018 r. ponownie stała się świątynią parafialną. 

## Architektura
Wejście do cerkwi prowadzi przez długi przedsionek, ponad którym wznosi się zwieńczona niewielką cebulastą kopułą dzwonnica. Główne drzwi nie posiadają portalu. W przedsionku znajdują się cztery półkoliste okna, podobny kształt mają otwory okienne w nawie i prezbiterium. Ponad nawą wznosi się pięć sygnaturek z kopułami, z których największa, centralna, była pierwotnie złocona. Cztery boczne kopuły malowane są na niebiesko, wszystkie wieńczą krzyże prawosławne. Po prawej stronie nawy kaplica zdobiona oślim łukiem. 